# Nuoto ai campionati mondiali di nuoto 2022 - 200 metri misti femminili
La gara di nuoto dei 200 metri misti femminili dei campionati mondiali di nuoto 2022 è stata disputata il 18 e 19 giugno 2022 presso la Duna Aréna di Budapest. Vi hanno preso parte 38 atlete provenienti da 32 nazioni.
La competizione è stata vinta dalla nuotatrice statunitense Alexandra Walsh, mentre l'argento e il bronzo sono andati rispettivamente all'australiana Kaylee McKeown e all'altra statunitense Leah Hayes.

## Podio
| Posizione | Atleta          | Nazionalità |
| --------- | --------------- | ----------- |
| Oro       | Alexandra Walsh | Stati Uniti |
| Argento   | Kaylee McKeown  | Australia   |
| Bronzo    | Leah Hayes      | Stati Uniti |

## Programma
| Data           | Ora (UTC+2) | Turno      |
| -------------- | ----------- | ---------- |
| 18 giugno 2022 | 09:00       | Batterie   |
| 18 giugno 2022 | 19:04       | Semifinali |
| 19 giugno 2022 | 19:27       | Finale     |

## Record
Prima della competizione il record del mondo e il record dei campionati erano i seguenti:
| Record mondiale       | 2'06"12 | Katinka Hosszú Ungheria | 3 agosto 2015 Kazan', Russia |
| Record dei campionati | 2'06"12 | Katinka Hosszú Ungheria | 3 agosto 2015 Kazan', Russia |

Nel corso della competizione non sono stati migliorati.

## Risultati

### Batterie
| Pos. | Batteria | Corsia | Atleta                 | Nazionalità     | Tempo   | Note |
| ---- | -------- | ------ | ---------------------- | --------------- | ------- | ---- |
| 1    | 4        | 4      | Alexandra Walsh        | Stati Uniti     | 2'09"41 |      |
| 2    | 2        | 3      | Leah Hayes             | Stati Uniti     | 2'09"81 |      |
| 3    | 3        | 3      | Anastasia Gorbenko     | Israele         | 2'10"23 |      |
| 4    | 4        | 2      | Mary-Sophie Harvey     | Canada          | 2'10"38 |      |
| 5    | 2        | 7      | Marrit Steenbergen     | Paesi Bassi     | 2'10"60 |      |
| 6    | 4        | 5      | Abbie Wood             | Gran Bretagna   | 2'10"89 |      |
| 7    | 3        | 4      | Kaylee McKeown         | Australia       | 2'11"17 |      |
| 8    | 4        | 3      | Rika Omoto             | Giappone        | 2'11"28 |      |
| 9    | 3        | 6      | Kim Seo-yeong          | Corea del Sud   | 2'11"29 |      |
| 10   | 3        | 5      | Sydney Pickrem         | Canada          | 2'11"60 |      |
| 11   | 2        | 5      | Katinka Hosszú         | Ungheria        | 2'11"77 |      |
| 12   | 2        | 4      | Yui Ōhashi             | Giappone        | 2'12"22 |      |
| 13   | 4        | 6      | Maria Ugolkova         | Svizzera        | 2'12"27 |      |
| 14   | 4        | 8      | Ge Chutong             | Cina            | 2'12"98 |      |
| 15   | 3        | 2      | Dalma Sebestyén        | Ungheria        | 2'13"13 |      |
| 16   | 2        | 2      | Ella Ramsay            | Australia       | 2'13"20 |      |
| 17   | 3        | 1      | Lea Polonsky           | Israele         | 2'13"26 |      |
| 18   | 2        | 6      | Cyrielle Duhamel       | Francia         | 2'13"39 |      |
| 19   | 2        | 0      | Stephanie Balduccini   | Brasile         | 2'14"61 |      |
| 20   | 3        | 7      | Kristýna Horská        | Rep. Ceca       | 2'15"04 |      |
| 21   | 3        | 8      | Lena Kreundl           | Austria         | 2'15"31 |      |
| 22   | 4        | 7      | Helena Gasson          | Nuova Zelanda   | 2'15"95 |      |
| 23   | 4        | 0      | Letitia Sim            | Singapore       | 2'16"30 |      |
| 24   | 2        | 8      | Cheng Chloe            | Hong Kong       | 2'16"32 |      |
| 25   | 1        | 5      | Ieva Maļuka            | Lettonia        | 2'16"94 |      |
| 26   | 3        | 9      | Nikoleta Trniková      | Slovacchia      | 2'17"36 |      |
| 27   | 3        | 0      | Florencia Perotti      | Argentina       | 2'17"71 |      |
| 28   | 2        | 9      | Nicole Frank           | Uruguay         | 2'17"78 |      |
| 29   | 2        | 1      | Kristen Romano         | Porto Rico      | 2'18"89 |      |
| 30   | 4        | 1      | Diana Petkova          | Bulgaria        | 2'19"40 |      |
| 31   | 1        | 4      | Melissa Rodríguez      | Messico         | 2'19"55 |      |
| 32   | 4        | 9      | Jinjutha Pholjamjumrus | Thailandia      | 2'20"38 |      |
| 33   | 1        | 3      | Alondra Ortiz          | Costa Rica      | 2'23"22 |      |
| 34   | 1        | 8      | Simone Kabbara         | Libano          | 2'25"39 |      |
| 35   | 1        | 6      | Elizabeth Jiménez      | Rep. Dominicana | 2'26"64 |      |
| 36   | 1        | 2      | Zaylie Thompson        | Bahamas         | 2'30"15 |      |
| 37   | 1        | 1      | Hayley Wong            | Brunei          | 2'37"55 |      |
| 38   | 1        | 7      | Zaira Forson           | Ghana           | 2'41"45 |      |

### Semifinali
| Pos. | Semifinale | Corsia | Atleta             | Nazionalità   | Tempo   | Note |
| ---- | ---------- | ------ | ------------------ | ------------- | ------- | ---- |
| 1    | 2          | 4      | Alexandra Walsh    | Stati Uniti   | 2'08"74 | Q    |
| 2    | 1          | 4      | Leah Hayes         | Stati Uniti   | 2'09"82 | Q    |
| 3    | 2          | 6      | Kaylee McKeown     | Australia     | 2'10"17 | Q    |
| 4    | 1          | 5      | Mary-Sophie Harvey | Canada        | 2'10"22 | Q    |
| 5    | 2          | 2      | Kim Seo-yeong      | Corea del Sud | 2'10"47 | Q    |
| 6    | 2          | 5      | Anastasia Gorbenko | Israele       | 2'10"54 | Q    |
| 7    | 1          | 6      | Rika Omoto         | Giappone      | 2'10"65 | Q    |
| 8    | 2          | 7      | Katinka Hosszú     | Ungheria      | 2'10"72 | Q    |
| 9    | 2          | 1      | Maria Ugolkova     | Svizzera      | 2'11"06 |      |
| 10   | 2          | 3      | Marrit Steenbergen | Paesi Bassi   | 2'11"20 |      |
| 11   | 1          | 2      | Sydney Pickrem     | Canada        | 2'11"28 |      |
| 12   | 1          | 3      | Abbie Wood         | Gran Bretagna | 2'11"31 |      |
| 13   | 1          | 7      | Yui Ōhashi         | Giappone      | 2'12"05 |      |
| 14   | 2          | 8      | Dalma Sebestyén    | Ungheria      | 2'13"09 |      |
| 15   | 1          | 8      | Ella Ramsay        | Australia     | 2'13"10 |      |
| 16   | 1          | 1      | Ge Chutong         | Cina          | 2'14"06 |      |

### Finale
| Pos.    | Corsia | Atleta             | Nazionalità   | Tempo   | Note |
| ------- | ------ | ------------------ | ------------- | ------- | ---- |
| Oro     | 4      | Alexandra Walsh    | Stati Uniti   | 2'07"13 |      |
| Argento | 3      | Kaylee McKeown     | Australia     | 2'08"57 |      |
| Bronzo  | 5      | Leah Hayes         | Stati Uniti   | 2'08"91 |      |
| 4       | 1      | Rika Omoto         | Giappone      | 2'10"01 |      |
| 5       | 7      | Anastasia Gorbenko | Israele       | 2'11"02 |      |
| 6       | 2      | Kim Seo-yeong      | Corea del Sud | 2'11"30 |      |
| 7       | 8      | Katinka Hosszú     | Ungheria      | 2'11"37 |      |
| 8       | 6      | Mary-Sophie Harvey | Canada        | 2'12"77 |      |